# Adrien Brody
Adrien Nicholas Brody (n. 14 aprilie 1973, Woodhaven⁠(d), New York, SUA) este un actor american. A obținut Premiul Oscar pentru cel mai bun actor în anul 2003, ca urmare a interpretării rolului principal din filmul Pianistul, în regia lui Roman Polanski.

## Filmografie

### Film
| An   | Titlu                             | Rol                                 | Note |
| ---- | --------------------------------- | ----------------------------------- | --- |
| 1989 | New York Stories                  | Mel                                 | |
| 1991 | The Boy Who Cried Bitch           | Eddie                               | |
| 1993 | King of the Hill                  | Lester Silverstone                  | |
| 1994 | Angels in the Outfield            | Danny Hemmerling                    | |
| 1994 | Natural Born Killers              | One of Gale's cameramen             | |
| 1996 | Nothing to Lose                   | Ray Diglovanni                      | aka Ten Benny |
| 1996 | Solo                              | Dr. Bill Stewart, Solo's Designer   | |
| 1996 | Bullet                            | Ruby                                | |
| 1997 | The Last Time I Committed Suicide | Ben                                 | |
| 1997 | Six Ways to Sunday                | Arnie Finklestein                   | |
| 1998 | The Thin Red Line                 | Cpl. Fife                           | |
| 1998 | The Undertaker's Wedding          | Mario Bellini                       | |
| 1998 | Restaurant                        | Chris Calloway                      | Nominalizare – Independent Spirit Award for Best Lead Male |
| 1999 | Oxygen                            | Harry                               | |
| 1999 | Liberty Heights                   | Van Kurtzman                        | |
| 1999 | Summer of Sam                     | Richie Tringale                     | |
| 2000 | Bread and Roses                   | Sam Shapiro                         | |
| 2000 | Harrison's Flowers                | Kyle Morris                         | |
| 2001 | The Affair of the Necklace        | Count Nicolas De La Motte           | |
| 2001 | Love the Hard Way                 | Jack Grace                          | |
| 2002 | Dummy                             | Stevens                             | |
| 2002 | The Pianist                       | Władysław Szpilman                  | - Academy Award for Best Actor Boston Society of Film Critics Award for Best Actor César Award for Best Actor National Society of Film Critics Award for Best Actor Nominalizare - BAFTA Award for Best Actor in a Leading Role Nominalizare - Chicago Film Critics Association Award for Best Actor Nominalizare - Golden Globe Award for Best Actor – Motion Picture Drama Nominalizare - Online Film Critics Society Award for Best Actor Nominalizare - Dallas-Fort Worth Film Critics Association Award for Best Actor Nominalizare - European Film Award for Best Actor Nominalizare - Polish Academy Award for Best Actor Nominalizare - Russian Guild of Film Critics Award for Best Foreign Actor Nominalizare - Screen Actors Guild Award for Outstanding Performance by a Male Actor in a Leading Role Nominalizare - Vancouver Film Critics Circle Award for Best Actor |
| 2003 | The Singing Detective             | First Hood                          | |
| 2004 | The Village                       | Noah Percy                          | |
| 2005 | The Jacket                        | Jack Starks                         | |
| 2005 | King Kong                         | Jack Driscoll                       | |
| 2006 | Hollywoodland                     | Louis Simo                          | |
| 2007 | The Tehuacan Project              | Narrator                            | |
| 2007 | Manolete (The Passion Within)     | Manuel Rodríguez Sánchez "Manolete" | |
| 2007 | The Darjeeling Limited            | Peter Whitman                       | |
| 2008 | The Brothers Bloom                | Bloom                               | |
| 2008 | Cadillac Records                  | Leonard Chess                       | Black Reel Award for Best Ensemble Cast |
| 2009 | Splice                            | Clive Nicoli                        | |
| 2009 | Giallo                            | Inspector Enzo Lavia                | Also producer |
| 2009 | Fantastic Mr. Fox                 | Rickity                             | Voce |
| 2010 | High School                       | Psycho Ed                           | |
| 2010 | The Experiment                    | Travis                              | |
| 2010 | A Matador's Mistress              | Manolete                            | |
| 2010 | Predators                         | Royce                               | |
| 2011 | Wrecked                           | Man                                 | Și producător executiv |
| 2011 | Midnight in Paris                 | Salvador Dalí                       | Nominalizare - Alliance of Women Film Journalists Award for Best Ensemble Cast Nominalizare - Chlotrudis Award for Best Cast Nominalizare - Phoenix Film Critics Society Award for Best Ensemble Acting Nominalizare - San Diego Film Critics Society Award for Best Performance by an Ensemble Nominalizare - Screen Actors Guild Award for Outstanding Performance by a Cast in a Motion Picture |
| 2011 | Detachment                        | Henry Barthes                       | Also executive producer |
| 2012 | Back to 1942                      | Theodore White                      | |
| 2013 | InAPPropriate Comedy              | Flirty Harry                        | Also co-writer; uncredited |
| 2013 | Third Person                      | Sean                                | |
| 2014 | The Grand Budapest Hotel          | Dmitri                              | |
| 2014 | American Heist                    |                                     | Post-Production |

### TV
| An   | Titlu         | Rol           | Note                                     |
| ---- | ------------- | ------------- | ---------------------------------------- |
| 1988 | Home at Last  | Billy         | TV movie                                 |
| 1988 | Annie McGuire | Lenny McGuire | Episode: "Annie and the Brooklyn Bridge" |
| 1994 | Rebel Highway | Skinny        | Episode: "Jailbreakers"                  |
| 1996 | Bullet Hearts | Chuckie Bragg | TV movie                                 |

### Jocuri video
| An   | Titlu                                                     | Rol           |
| ---- | --------------------------------------------------------- | ------------- |
| 2005 | Peter Jackson's King Kong: The Official Game of the Movie | Jack Driscoll |